# Paul Sieber
Paul Sieber, född 12 februari 1993, är en österrikisk roddare.
Sieber tävlade för Österrike vid olympiska sommarspelen 2016 i Rio de Janeiro, där han tillsammans med sin bror Bernhard Sieber slutade på 12:e plats i lättvikts-dubbelsculler.